# Neki to vole vruće (sastav)
Neki to vole vruće je zagrebački pop-rock sastav.

## Diskografija
U svojoj karijeri Neki to vole vruće su objavili 7 studijskih albuma, 4 singla, 1 live album i 3 kompilacije.

### Studijski albumi
1. Neki to vole vruće, Jugoton, 1985.
2. Jeans generacija, Jugoton, 1986.
3. Kakva noć!, Jugoton, 1988.
4. Kad lavina krene, Jugoton, 1989.
5. Ljubavne priče, Croatia Records, 1993.
6. Danceflash, Croatia Records, 1994.
7. Boja noći, Croatia Records, 1997.

### Live albumi
1. Live tvornica, Hit Records, 2005.

### Kompilacije
1. The best of, Croatia Records, 2000.
2. Zlatna kolekcija, Croatia Records, 2011.
3. The Best Of Collection, Croatia Records, 2015

### Singlovi
1. "Dance flash", Croatia Records, 1994.
2. "Opasan plan" Croatia Records, 1996.
3. "Singl", Croatia Records, 1999.
4. "Prođi ispod mojih prozora", Croatia Records, 2011.
5. Naslovna strana
6. Čudesna žena, Dallas Records